# (5131) 1990 BG
1990 بي جي (ويعرف أيضًا باسم (5131) 1990 بي جي وفق تسمية الكوكب الصغير) (بالإنجليزية: 1990 BG)‏ هو كويكب ضمن حزام الكويكبات؛ وترتيبه 5131 من حيث الاكتشاف.
اكتُشف هذا الجُرم الفلكي بواسطة Brian P. Roman ‏ في 21 يناير 1990.

## وصلات خارجية
- (5131) 1990 BG في قاعدة بيانات مختبر الدفع النفاث لأجرام النظام الشمسي الصغيرة

- الاكتشاف · مخطط المدار ·  العناصر المدارية · المعلمات المادية

- (5131) 1990 BG على موقع ويكي سكاي: DSS2, SDSS, GALEX, IRAS, Hydrogen α, X-Ray, Astrophoto, Sky Map, Articles and images